# Teatro Español
Ne doit pas être confondu avec Théâtre espagnol.
Le Teatro Español est un théâtre public de la ville de Madrid, situé sur la place Sainte-Anne dans le district du Centre.
Il est géré par la mairie de Madrid.

## Histoire
La genèse de l'actuel Teatro Español se situe sous le règne de Philippe II. Géré par la compagnie Cofradía de la Sagrada Pasión (en français : Confrérie de la Sainte-Passion), le théâtre est inauguré le 21 septembre 1583 dans la calle del Príncipe, sous le nom de Corral del Príncipe du nom de la rue dans laquelle il est situé. Il est vendu 32 ans plus tard à la mairie de Madrid.
L'édifice d'origine est conservé jusqu'en 1735, année durant laquelle est bâti un nouvel édifice, œuvre des architectes Giovanni Battista Sacchetti et Ventura Rodríguez. Il est dénommé, dès lors, le Teatro del Príncipe (en français : Théâtre du Prince).
Le XVIIIe siècle est la décennie de consécration du théâtre. Leandro Fernández de Moratín y joue la première de La comedia nueva o el café. Cependant, le 11 juillet 1802, le théâtre est la proie d'un incendie. Il est réhabilité par l'architecte Juan de Villanueva.
Dès 1825, sous la gérance de Jean-Marie de Grimaldi, directeur de théâtre français né à Avignon, le théâtre connaît de grandes améliorations de son équipement.
Par décret royal de 1849, le théâtre change sa dénomination en Teatro Español. Le ministre Luis José Sartorius propose qu'il devienne un théâtre modèle. Cette nouvelle étape s'ouvre avec la représentation de Casa con dos puertas mala es de guardar, de Pedro Calderón de la Barca, le 8 avril 1849, avec l'acteur Julián Romea. Le dramaturge Ventura de la Vega est nommé directeur du théâtre à cette époque.

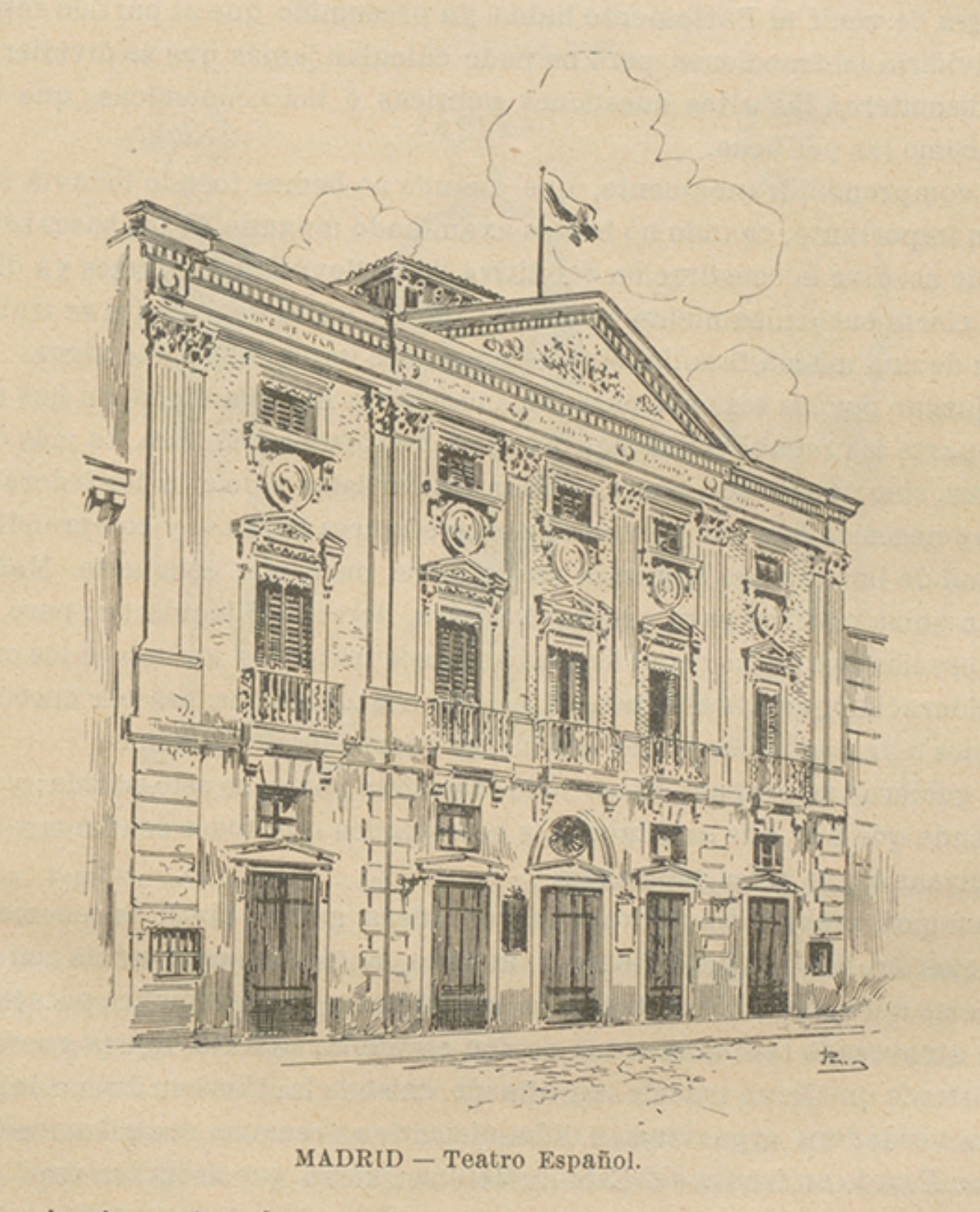
Façade du Teatro Español, 1902.

Entre 1887 y 1894, l'architecte Román Guerrero étend la capacité du théâtre. Sa fille, l'actrice María Guerrero y joue des pièces de Benito Pérez Galdós, Jacinto Benavente et José de Echegaray. Guerrero gère le théâtre jusqu'en 1909.

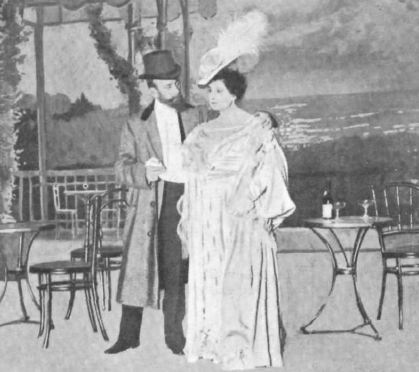
María Guerrero et Fernando Díaz de Mendoza, sur la scène du théâtre en 1906, dans une représentation de La princesa Bébé, 1906, du prix Nobel de littérature, Jacinto Benavente.

Entre 1930 et 1935, le théâtre est principalement occupé par la troupe de Margarita Xirgu et d'Enrique Borrás, sous la direction de Cipriano Rivas Cherif, compagnon de route du président républicain Manuel Azaña. C'est la grande époque des premières des pièces de Federico García Lorca et de Rafael Alberti.

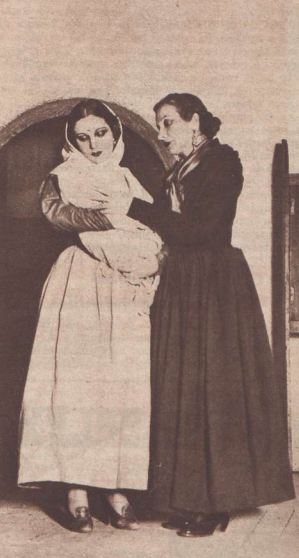
Les actrices Margarita Xirgu et Pilar Muñoz dans Yerma de Lorca en 1934.

Pendant la guerre d'Espagne, le théâtre est en grande partie géré par l'acteur Manuel González, qui présente notamment L'Alcalde de Zalamea de Pedro Calderón de la Barca sur scène, alors que les troupes de Franco envahissent Madrid le 28 mars 1939.
Durant l'Espagne franquiste, le Teatro Español subit un important changement dans son régime juridique et dans sa programmation artistique, devant se consacrer uniquement aux œuvres classiques, telles que La Célestine le 13 novembre 1940.
Il est alors sous tutelle du Ministère de l'Éducation franquiste jusqu'en 1951, puis du Ministère de l'Information et du Tourisme. En 1954, les autorités nationalistes nomment José Tamayo en tant que directeur, qui s'installe dans le théâtre avec sa troupe "Lope de Vega", à laquelle participent les acteurs Carlos Lemos, Núria Espert, Adolfo Marsillach ou encore Berta Riaza.
Après la mort du dictateur Franco, le théâtre connaît un nouvel incendie le 19 octobre 1975.
Il ouvre de nouveau sous la Transition démocratique, le 16 avril 1980, avec une représentation de La dame d'Alexandrie, de Calderón de la Barca. Après une gestion conjointe entre le Ministère de la Culture et la ville de Madrid, le théâtre revient exclusivement à la mairie de Madrid le 16 octobre 1981 qui inaugure, sur la place Sainte-Anne face au théâtre, le célèbre Monument à Federico García Lorca, œuvre du sculpteur Julio López Hernández, en 1984, en mémoire du dramaturge et poète Lorca.

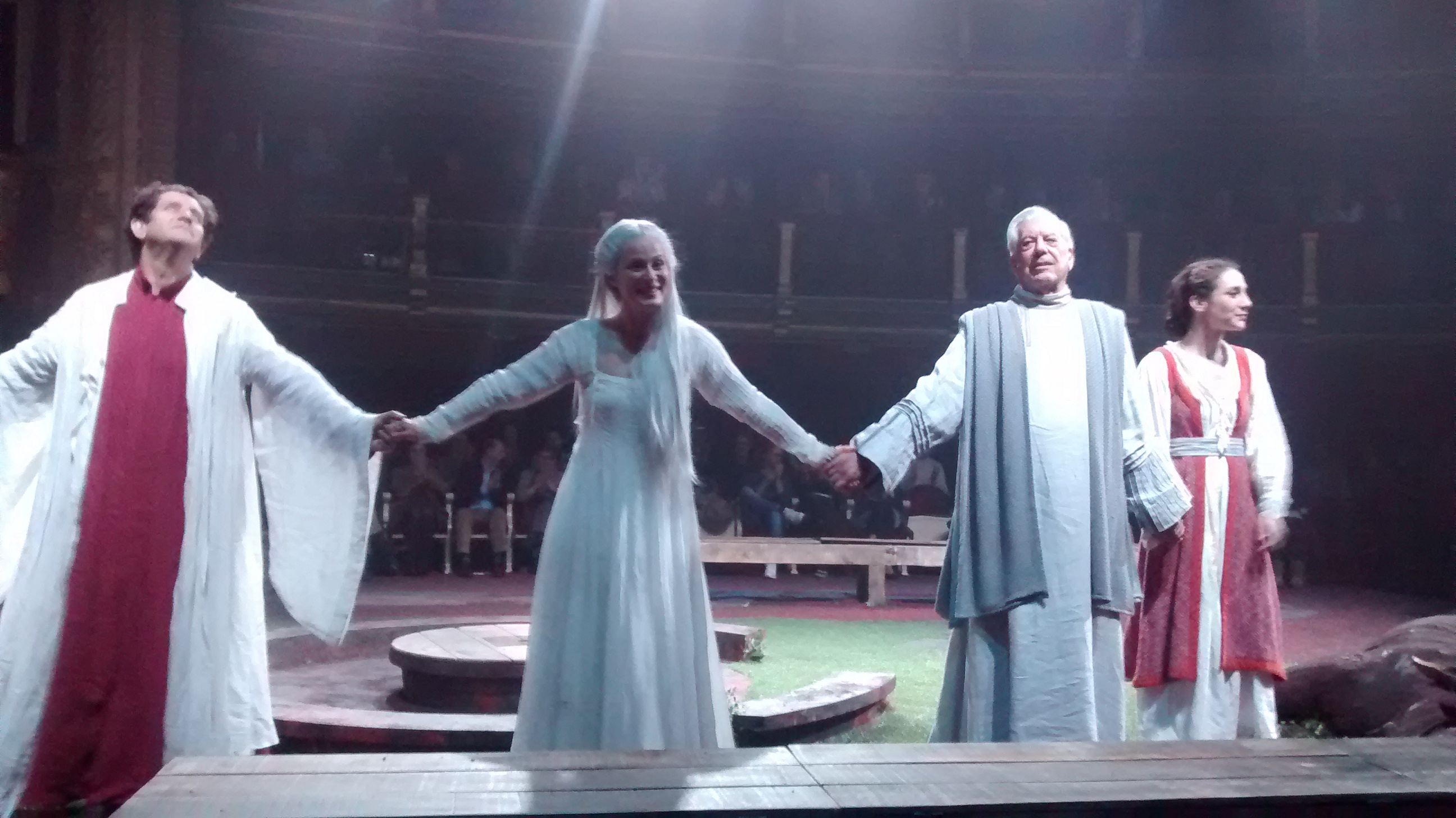
Mario Vargas Llosa et Aitana Sánchez-Gijón, au Teatro Español, en 2015.